# Hrvatski novinari i publicisti
Hrvatski novinari i publicisti (HNiP) je društvo hrvatskih novinara i publicista sa sjedištem u Zagrebu. Članovi društva su novinari zaposleni u dnevnim i lokalnim novinama, stručnim časopisima, radio stanicama, televiziji.

## Povijest
Društvo "Hrvatski novinari i publicisti" osnovano je 2. srpnja 2015. godine. Povod za pokretanje pravne registracije HNiPa bili su izbori ogranka Hrvatskog novinarskog društva na Hrvatskoj TV, na kojima je bilo grubih nepravilnosti, a prema mišljenju sadašnjih članova HNiPa. Postupak registracije HNiPa potrajao je do rujna 2015.

## Vanjske poveznice
- Naslovnica - HNiP. - službena stranica. Inačica izvorne stranice arhivirana 20. svibnja 2017. Pristupljeno 11. svibnja 2017.
- Marko Ljubić, kolumnist Narod.hr-a izabran za potpredsjednika HNIP-a. narod.hr. 12. listopada 2016.
- Direktno.hr  Arhivirana inačica izvorne stranice od 3. srpnja 2015. (Wayback Machine) Maxportal: Čeljuska, Kušec, Jurič i Bujanec osnovali novo novinarsko društvo, 3. srpnja 2015.
- Osnovano novo novinarsko društvo - udruga 'Hrvatski novinari i publicisti'. narod.hr. 3. srpnja 2015.
- HNiP: “Veliko nezadovoljstvo dosadašnjim radom HND-a”; Romac: “Asocira na vrijeme devedesetih!”. narod.hr. 3. srpnja 2015. |url-status=dead zahtijeva |archive-url= (pomoć)
- Bili smo u pravu - skupština ogranka HND na HTV-u bila je nelegalna!. direktno.hr. 17. travnja 2015. Inačica izvorne stranice arhivirana 9. veljače 2018. Pristupljeno 9. veljače 2018.
- NAPOKON: Osnovano novo novinarsko društvo u Hrvatskoj, Hrvatski novinari i publicisti – HNiP. maxportal.hr. 3. srpnja 2015.